# Булган
Булган (монг. Булган аймаг) је једна од 21 провинције у Монголији. Налази се на у северном делу земље на падинама планине Буренгијн.

## Географија
Површина провинције је 48.773 km², на којој живи 58.483 становника. Главни град је Булган. Булган је претежно планински предео у северном делу, док се у јужном дели благо настваља на степу. Кроз северни део протиче најважнија река Селенга. Клима је оштра континентална, планинска, зими су температуре у распону од —30°C до —35°C, а лети до +35°C. Провинција Булган је основана 1938. године и састоји се од 16 округа.